# 特韋爾季尼
50°52′31″N 24°45′34″E / 50.87528°N 24.75944°E
特韋爾季尼（烏克蘭語：Твердині），是烏克蘭的村落，位於該國西部沃倫州，由沃洛德米爾區負責管轄，始建於1545年，面積600平方公里，海拔高度205米，2001年人口183，人口密度每平方公里0.31人。